# Palafrugell
Palafrugell est une commune de la comarque du Baix Empordà dans la province de Gérone en Catalogne (Espagne). Avec une population de plus de 24 000 habitants, c'est la commune la plus importante de la comarque. La ville est limitrophe de Mont-ras, Forallac, Torrent, Regencós et Begur. Elle englobe les noyaux urbains de Santa Margarida et Ermedàs, le village de Llofriu, et le pied du massif des Gavarres avec ses hameaux Calella de Palafrugell, Llafranch, Tamariu i Aigua Xelida.
La commune est donc divisée entre mer et montagne, bien que l'importance de son littoral ait conditionné son développement social et économique, transformant une ville traditionnellement fermée en un centre touristique et de services important. C'est l'un des lieux représentatifs de la Costa Brava qui dispose d'une tradition culinaire importante et d'une richesse culturelle dont l'écrivain Josep Pla est l'emblème le plus visible. Une des principales sources de richesses de la ville a été l'industrie du liège qui jouit encore d'un grand prestige pour avoir concentré une grande partie de l'exportation de bouchons de liège dans le monde. Palafrugell est une des destinations touristiques les plus importantes de la province de Girone et le second lieu de résidence de la comarque. Sa population au plus fort de l'été atteint les 60 000 habitants, triplant la population résidente. La frange littorale est composée de 12 km de criques et petites plages.

## Géographie
| Torrent Llofriu | Regencós    | Begur Esclanyà    |
|                 | Palafrugell | Tamariu           |
| Mont-ras        |             | Calella, Llafranc |

## Toponymie
Les premières mentions remontent à 988 sous la graphie Palacio Frugellis, palais de Frugellis ; Fregellis étant un nom de racine latine et le palais une maison forte. Un document plus tardif de 1058 de la comtesse Ermessenda restitue le Palati Frugelli à l'évêché de Girone.
Une légende fait un lien entre le palefrenier (palafrener) du Comte d'Urgell et le nom de la ville ; en associant les termes palaf-Urgell.

## Histoire
Les premiers vestiges d'occupations remontent au néolithique d'après les pierres polies retrouvées sur la route Palamós-Llofriu. Le premier groupe humain établi à Palafrugell était une peuplade ibérique installée au sommet de la montagne dans le site de  Sant Sebastià de la Guarda. Cette occupation dura jusqu'au IIe siècle av. J.-C. Llafranc devint à cette époque un centre important qui perdura jusque sous la domination Wisigothe. La crise du monde antique, durant la fin de l'empire Romain et de la domination wisigothe, provoqua un déplacement de population à l'intérieur des terres, par crainte de la piraterie vers Palafrugell et Santa Margarida. Palafrugell passa ensuite sous domination Wisigothe, Arabe puis Franque.
Du XIIe au XIXe siècle Palafrugell dépendait du prieur de Sainte-Anne de Barcelone. Au cours du XVIe siècle des tours de guet furent construites dans la municipalité de Palafrugell ainsi que de nouvelles maisons. La croissance de la population dépendait de l'économie traditionnelle, notamment de l'agriculture et la pêche, mais la demande croissante pour le liège joua un rôle de plus en plus important.
En 1637, 300 hommes de l'armée espagnole en rupture de solde et indisciplinés contrevinrent au privilège qu'avait donné Jaume I le conquérant à la ville en 1271 et pillèrent Palafrugell en maltraitant ses habitants. Cette situation provoqua une crispation des résidents et la ville se révolta le 20 juillet 1638 contre ces soldats des tercios espagnols. Deux capitaines et plusieurs soldats moururent. En représailles des compagnies de l'armée (3 ou 10 suivant les sources) et la ville fut saccagée par les troupes qui brûlèrent plusieurs maisons, et profanèrent trois églises (dont celle de Llofriu). Cet événement est considéré comme le casus belli de la guerre des faucheurs.
Au XIXe siècle et début du XXe siècle, l'économie de Palafrugell dépendait principalement de la production de liège. À partir des années 1930, le secteur touristique a commencé à dominer. Dans les années 1960, les infrastructures furent améliorée et entraînèrent une croissance démographique.

## Politique et administration

### Liste des maires
| Période | Période  | Identité                | Étiquette | Qualité                                      |
| ------- | -------- | ----------------------- | --------- | -------------------------------------------- |
| 2003    | 2009     | Lluís Medir i Huerta    | PSC       |                                              |
| 2009    | 2011     | Sergi Sabrià i Benito   | ERC       |                                              |
| 2011    | En cours | Juli Fernández i Iruela | PSC       | député au Parlement de Catalogne depuis 2012 |

### Jumelage
- Mirepoix (Ariège) (France)

## Population et société

### Démographie
En 2012, Palafrugell est la 57e commune la plus peuplée de Catalogne.
| 1900  | 1930  | 1960  | 1990   | 2006   |
| ----- | ----- | ----- | ------ | ------ |
| 7 087 | 8 682 | 9 123 | 17 014 | 21 307 |

Démographie de Palafrugell de 1717 à 2006
1717-1981: population de fait ; 1990- : population de droit
Hameaux et noyaux urbains
Palafrugell est formée de neuf noyaux urbains
Liste de population par noyaux urbains:
| Entité                 | Habitants (2009) |
| ---------------------- | ---------------- |
| Bruguerol, El          | 191              |
| Calella de Palafrugell | 782              |
| Ermedás                | 43               |
| Llafranc               | 316              |
| Llufriu                | 298              |
| Palafrugell            | 20.352           |
| Sainte Marguerite      | 53               |
| Tamariu                | 292              |
| Villaseca              | 38               |

## Économie
Une des principales sources de richesses de la ville a été l'industrie du liège, qui jouit encore d'un grand prestige pour avoir concentré une grande partie de l'exportation de bouchons de lièges dans le monde.
Cette industrie a disparu au profit du tourisme sur la frange littorale. Palafrugell est aujourd'hui une des destinations touristiques les plus importantes de la province de Girone et le second lieu de résidence de la comarque.

## Culture locale et patrimoine

### Lieux et monuments

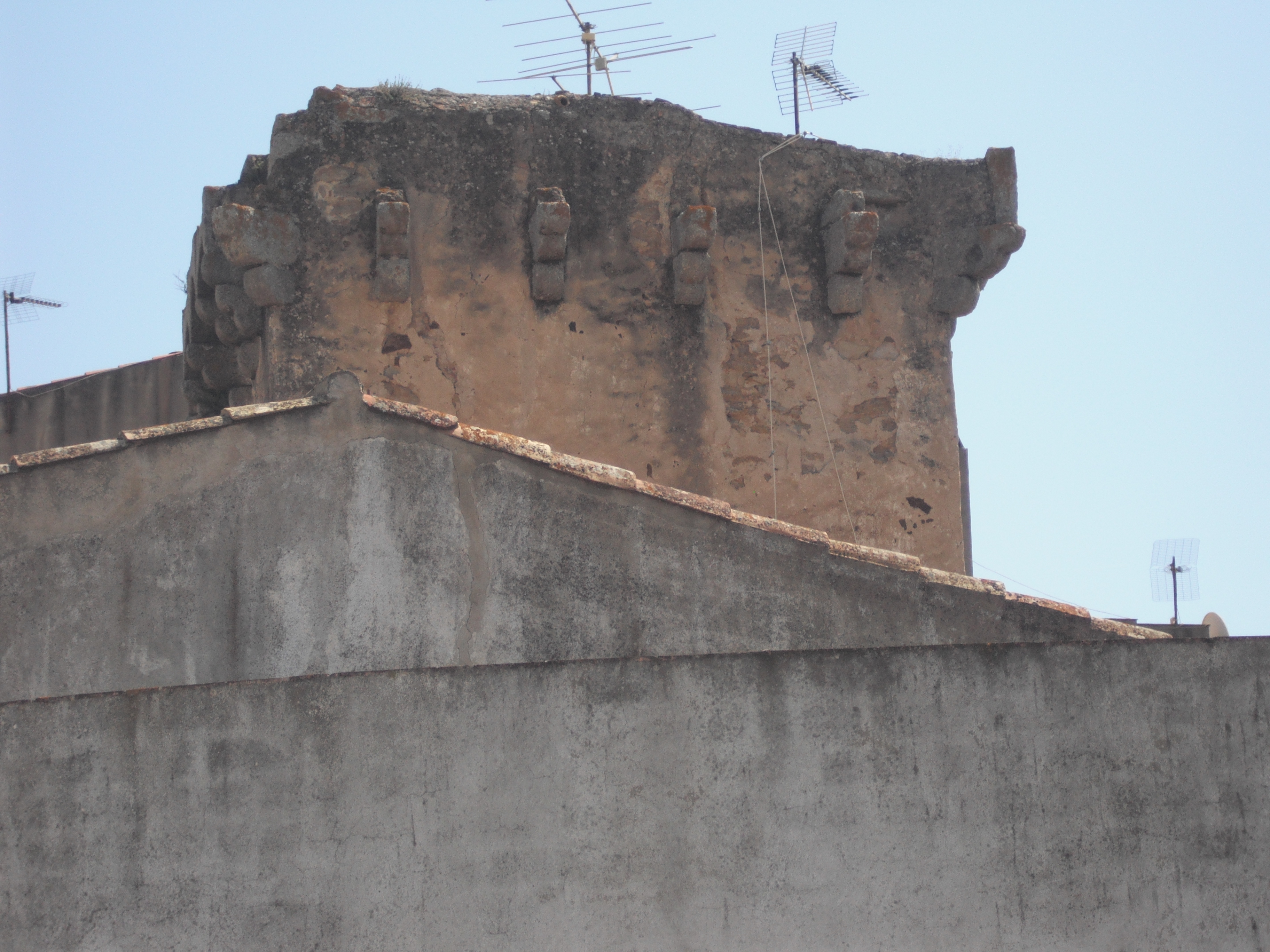
Tour de Can Boera

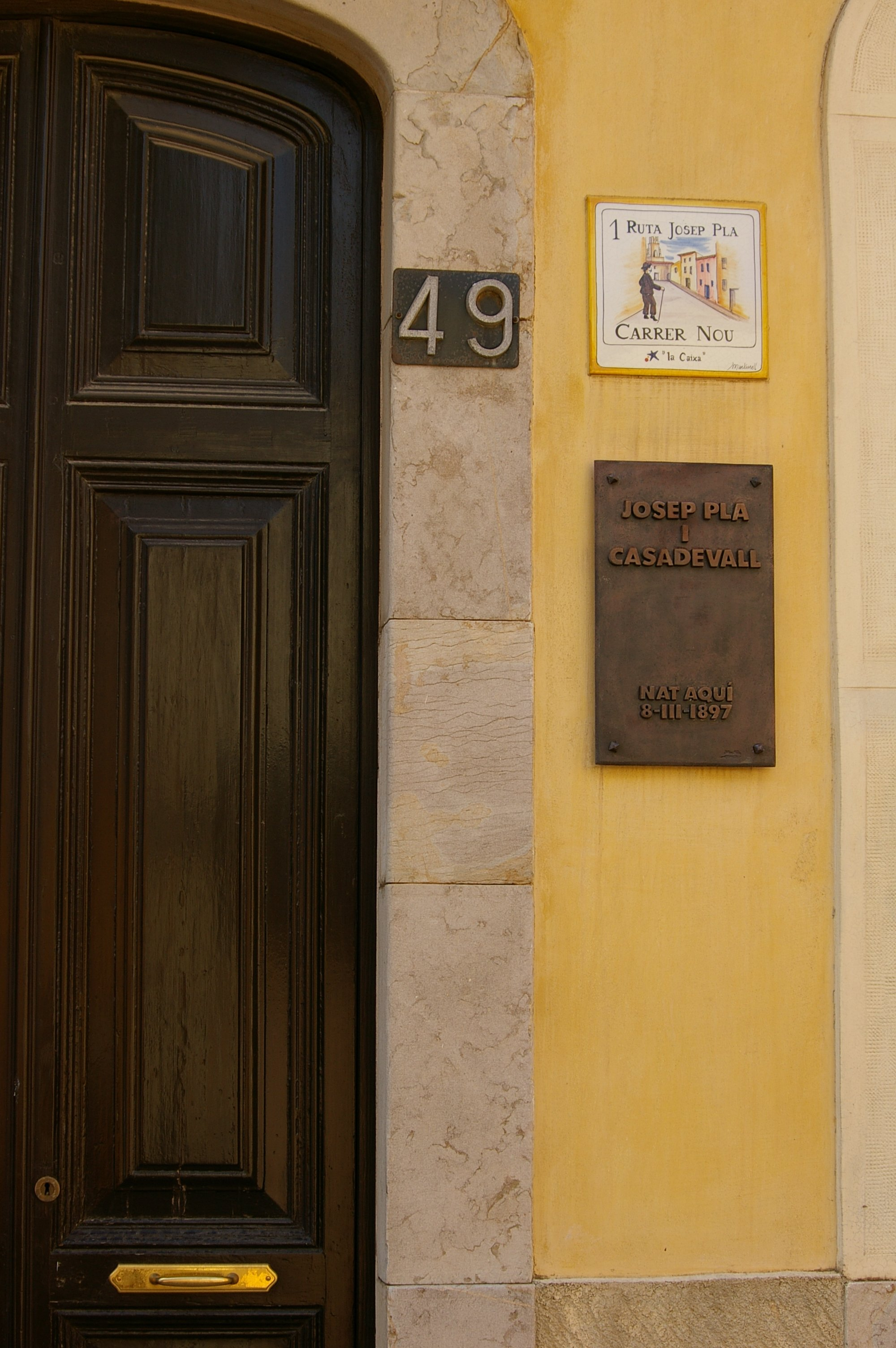
Maison natale de Josep Pla au 49 Carrer Nou, et actuel musée de la Fundació Josep Pla.

La ville de Palafrugell possède plusieurs monuments classés au patrimoine national espagnol.
La Tour Can Mario est une structure de fer œuvre de l'architecte General Guitart i Lostaló, construite entre 1904 et 1905 afin de réguler la pression d'eau. Elle est située dans la cour centrale d'une ancienne manufacture de liège, à Palafrugell. C'est une œuvre singulière en Catalogne et un excellent exemple d'architecture en fer.
La Tour de Saint Sébastien, l'ensemble historique du Bon port, et les éléments défensifs constituent les autres éléments notables de Palafrugell.
La ville est construite autour d'un habitat primitif du Haut Moyen Âge qui était situé en haut de ce pic de 80 mètres. Il est probable que la naissance de Palafrugell soit dû à un espace sacré. Avec le temps, le noyau urbain s'est structuré autour de l'église, et les premières constructions se trouvaient dans les remparts. Elles occupaient la zone actuelle des rues du quartier des Valls (où était un fossé) et la rue Cavallers, la Plaça Nova, et la rue Pi i Margall. On y accédait par deux portes, la porte haute, qui permettait d'accéder au quartier du Raval haut et autres quartiers au nord du village, et la Porte basse, au sud de la ville. La muraille avait sept tours rondes - seule celle de la prison était carrée - qui ont été détruites au XIXe siècle. La dernière, la tour de Can Moragues, a été détruite en 1908. Le noyau urbain actuel garde le témoignage des racines médiévales de sa trame urbaine à l'exception de la place située au nord de l'église - obtenue par la démolition de plusieurs pâtés de maisons au XXe siècle. Il reste des survivances de constructions des XVe et XVIe siècles mais les caractéristiques architecturales prédominantes sont celles des XVIIe et XVIIIe siècles. Il est probable que bien plus de caractéristiques de cette époque aient été conservées par rapport à celles que l'on observe aujourd'hui. Elles pourraient être masquées par diverses transformations des façades. Il existe également des édifices du XIXe siècle et certaines constructions du XXe siècle ne respectent pas la trame urbaine d'origine et transforment profondément le tissu urbain.

### Personnalités liées à la commune
- Josep Pla (1897-1981) : journaliste et écrivain né à Palafrugell ;
- Maria Gràcia Bassa i Rocas (1883-1961) : née à Llofriu, sur la commune de Palafrugell, poétesse et journaliste catalane;
- Teresa Carbó i Comas (1908-2010): républicaine espagnole engagée dans la résistance française;
- Tom Sharpe (1928-2013) : écrivain britannique mort à Palafrugell ;
- Josep Costa Sobrepera (1937-) : peintre né à Palafrugell ;
- Albert Rocas (1982-) : handballeur né à Palafrugell.
- Sílvia Pérez Cruz (1983-) : chanteuse née à Palafrugell.